# Hans Eichel
Hans Eichel, född 24 december 1941 i Kassel, tysk politiker (SPD). Han var från april 1991 till april 1999 Hessens ministerpresident och från 1999 till 2005 Tysklands finansminister.